# Cung điện khách Branicki ở Białystok
Cung điện khách Branicki ở Białystok (tiếng Ba Lan: Pałacyk gościnny Branickich w Białymstoku) là một cung điện lịch sử được xây dựng vào giữa thế kỷ 18, tọa lạc tại số 6 phố Kiliński, Białystok, Ba Lan. Cung điện khách Branicki ở Białystok đã được ghi danh vào Sổ đăng ký các di tích bất động trong tỉnh Podlaskie của Viện Di sản Quốc gia Ba Lan.

## Lịch sử
Cung điện được xây dựng vào khoảng năm 1771 theo phong cách kiến trúc Baroque, có lẽ dựa trên bản thiết kế của Jan Zygmunt Deybel. Sự qua đời của Branicki đã làm gián đoạn công việc xây dựng trong vài năm. Các công trình trang trí nội thất bắt đầu được thi công vào năm 1776, và cung điện được hoàn thành vào năm sau đó. Cung điện lúc bấy giờ thuộc sở hữu của Izabela. Nhà thầu của việc xây dựng cung điện là một kiến trúc sư triều đình tên là Jan Sękowski. Năm 1796, tòa nhà được Kamerze thuê. Sau khi Izabela qua đời, toàn bộ cung điện và công viên trở thành tài sản của Sa hoàng Alexander I.
Một trận hỏa hoạn xảy ra vào năm 1944 đã khiến cung điện bị thiêu rụi. Sáu năm sau, cung điện được xây dựng lại để làm trụ sở của Bảo tàng Phong trào Cách mạng.